# 납염

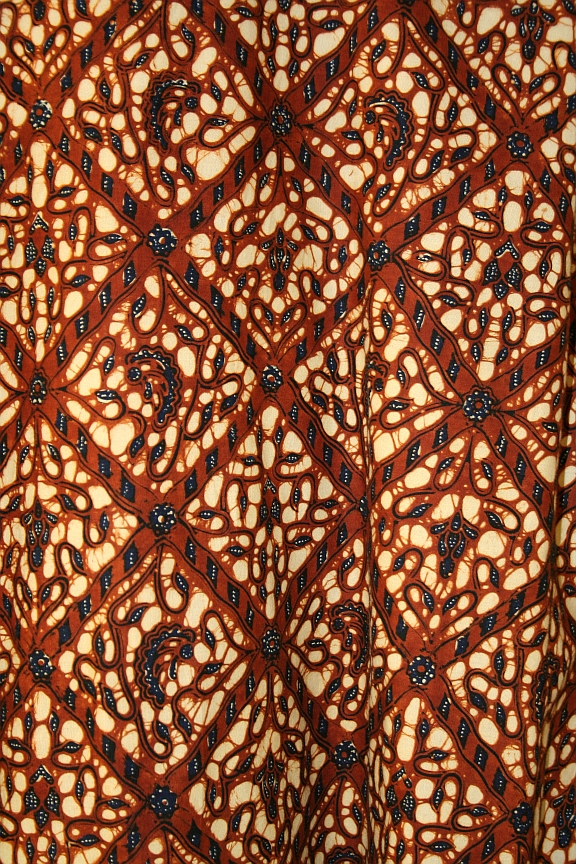
인도네시아의 납염 천

납염(蠟染)은 방염(防染) 염색의 일종으로 천에 무늬를 나타내게 할 때 염료의 침투를 막을 필요가 있는 부분을 사전에 밀랍을 사용해서 덮고 난 뒤 염색하는 것을 말한다.
열을 가해서 용해된 납을 볼록형(凸型)의 목판이나 금속판을 써서 프린트하는 방법(고대 중국에서는 목형, 자바에서 19세기부터 쓰여온 찹프는 금속형) 또는 특수한 기구(자바에서는 찬칭이라고 하는 끝이 가느다란 입으로 된 금속제 용기, 인도에서는 철제 펜, 그리고 일반적으로는 모필)를 사용하여 손으로 그려 붙이는 방법도 많이 쓴다. 세계에서 납염을 하는 곳은 그리 많지 않으며 가장 성행하는 곳은 인도네시아의 자바, 수마트라, 세레베스 등이고 또한 인도에서도 예부터 손그림이나 프린트의 사라사에 병용하고 있다. 중국 윈난성 묘족(苗族)도 납염을 행한다.